# 노아 해서웨이
노아 해서웨이(Noah Hathaway, 1971년 11월 13일 ~ )는 미국의 배우이다.

## 출연 작품
- 몬도 홀로커스토! (2013)
- 블루 드림 (2013)
- 스시 걸 (2012)
- 트롤 (1986)
- 네버엔딩 스토리 (1984)
- 뉴욕 소나타 (1980)
- 배틀스타 갤럭티카 (1978)
- 배틀스타 갤럭티카 - 78년 시리즈 (1978)
- 아들과 딸들 (1977)